# 灵武窑址
灵武窑址，位于中华人民共和国宁夏回族自治区银川市灵武市的宁东镇南，是西夏瓷器灵武窑的出产地。该窑址于1983年11月被发现，1984至1986年先后3次被大规模发掘，并被确认为一座始建于西夏年间的瓷窑窑址。该窑址为中国境内第一座被正式发掘的西夏窑址。2006年，该窑址被列为全国重点文物保护单位。

## 发现
1983年秋天，中国社会科学院考古研究所内蒙队在内蒙古阿拉善盟额济纳旗居延海地区进行汉代烽燧遗址的调查，在调查期间发现了几处西夏和元代的遗址。在这些遗址中，考古队发掘出了大量在此之前并未发现过的浅黄色粗瓷碗和瓷盘。考古队据此推测在这些遗址周边有窑址存在，并在其周边展开考古调查。当年11月，社科院考古研究所内蒙队会同宁夏回族自治区博物馆的工作人员对灵武县的磁窑堡窑址展开调查，并在该处遗址中发现了2至4米的瓷片堆积层和几座窑炉残迹。在该处遗址采集到的瓷片均为宋代风格，窑址的创始年代也被推至西夏年间。此后考古队还在窑址中发现有元朝、明朝的瓷器残片。此后这支考古队在该窑址在1984年至1986年间，每年的7月或7至9月对该处遗址展开发掘，发掘面积约700平方米:1-2，其中1984年的发掘主要为试掘，1985年和1986年为重点发掘，其中发掘出了具有明显西夏特色的瓷器或瓷器残片。1986年时，考古队在窑址附近发现了煤矿和高岭土矿:6。最终该窑址被确认为中国第一座被正式考古发掘的西夏瓷窑，并因该窑址被发现于灵武县境内，故命名为灵武窑址，而其中所出产的黄胎黑釉瓷器即被称为灵武窑瓷:1。

## 构成
灵武窑址位于灵武市城区东部的宁东镇南的沙漠之中，东侧为一条名叫干沟的时令河，西侧有一座明代烽火台，烽火台西侧为大河子沟河。窑址东西长度约400米，南北长度约800米，在该范围内窑址遗迹随处可见。干沟西侧的断崖上可以见到2至4米的瓷片堆积层。在1984至1986年的几次发掘中，考古队员共发掘出4座窑炉遗址，均位于遗址中部，其中3座为西夏所建；此外还有10座作坊遗址，其中西夏作坊8座。:2:11-28

## 文物
在1984年至1986年进行的考古发掘中，考古队员共计出土了3400余件文物，其中1539件为生活物品，如碗、盘、盆、壶、瓶、罐、瓮、缸、钵、釜、杯、盒、炉等；此外还有大量的文房用具、娱乐用具、宗教用具、兵器、建筑材料、工具等。这些物品中大多数为瓷器，少量有铜器、铁器、骨器和石器，其中部分瓷器为黄胎黑釉，具有明显的西夏风格。此外还有大量铜钱。:29-30

## 保护
考古队在勘探窑址时发现，早在明代成化年间，距离窑址仅一河之隔的磁窑堡新城起建时，就拆毁了大量早期窑址遗迹，并将所拆下的砖块用于盖房:8-10。2006年5月，灵武窑址被列为全国重点文物保护单位。2012年，宁夏回族自治区文化厅对灵武窑址的保护情况进行了专项检查。